# Zingiber bulusanense
Zingiber bulusanense är en enhjärtbladig växtart som beskrevs av Adolph Daniel Edward Elmer. Zingiber bulusanense ingår i släktet Zingiber och familjen Zingiberaceae. Inga underarter finns listade i Catalogue of Life.